# HMS Magpie (U82)
Pour les autres navires du même nom, voir HMS Magpie.
Le HMS Magpie est un sloop britannique, de la classe Black Swan modifiée, qui participa aux opérations navales contre la Kriegsmarine (marine Allemande) pendant la seconde Guerre mondiale.

## Construction et conception
Le Magpie est commandé le 27 mars 1941 dans le cadre de programmation de 1940 pour le chantier naval de John I. Thornycroft & Company à Woolston, Southampton - Angleterre. La pose de la quille est effectuée le 30 décembre 1941, le Magpie est lancé le 24 mars 1943 et mis en service le 30 août 1943.
Il a été adopté par les communautés civiles d'Amersham dans le comté de Bucks, dans le cadre de la Warship Week (semaine des navires de guerre) en 1942.
Les sloops de la classe Black Swan ont fait l'objet de nombreuses modifications au cours du processus de construction, à tel point que la conception a été révisée, les navires ultérieurs (du programme de 1941 et suivants) étant décrits comme la classe Black Swan modifiée. Bien que Wren ait été fixé selon la conception originale, elle a été achevée plus tard que certains des navires de classe modifiés, et avec les modifications apportées lors de sa construction, il était impossible de les distinguer des navires modifiés de Black Swan.
La classe Black Swan modifiée était une version élargie et mieux armé pour la lutte anti-sous-marine de la classe Black Swan, elle-même dérivée des sloops antérieurs de la classe Egret. L'armement principal se composait de six canons antiaériens QF 4 pouces Mk XVI dans trois tourelles jumelles, de 6 Canons jumelés de 20 mm Oerlikon Anti-aérien, de 4 canons de 40 mm pom-pom. L'armement anti-sous-marin se composait de lanceurs de charges de profondeur avec 110 charges de profondeur transportées. Il était aussi équipé d'un mortier Hedgehog anti-sous-marin pour lancer en avant ainsi qu'un équipement radar pour le radar d'alerte de surface type 272, et le radar de contrôle de tir type 285,.

## Historique
La Magpie a été mise en service le 30 août 1943, le même jour que l'achèvement, avec le numéro de fanion U82,.Après les essais du navire et de son équipage à Tobermory, le navire rejoint le 2e Groupe d'escorte, basé à Liverpool, en octobre 1943, pour des fonctions d'escorte de convoi dans l'Atlantique Nord,,. Le 6 novembre 1943, le 2e Groupe d'escorte est déployé pour renforcer l'escorte du convoi HX264, menacé par une concentration de sous-marins allemands au sud-est de Terre-Neuve. Tôt le matin du 6 novembre, le U-226 a été coulé par le sloop Woodcock, et plus tard dans la journée, après qu'un U-boot a été repéré à la surface par un avion du porte-avions Tracker, trois navires de 2e Groupe d'escorte (Starling, Wild Goose et Magpie) ont reçu l'ordre d'attaquer le sous-marin, l'U-842 le coulant par des charges de profondeur de Starling et Wild Goose à la position géographique de 43° 42′ N, 42° 08′ O, .
Du 20 décembre 1943 au 20 janvier 1944, le Magpie est réaménagé à Liverpool avant de reprendre le service avec le 2e Groupe d'escorte,. Le 31 janvier 1944, le 2e Groupe d'escorte opère dans le sud-ouest de l'Irlande à l'appui des convois SL47 et MKS38 lorsque Wild Goose détecte sur son sonar un sous-marin, l'U-592, qui a été endommagé par un bombardier P4Y-1 de l'US Navy deux jours auparavant et est retour en France pour réparation. Une série d'attaques par charge de profondeur et mortiers Hedgehog sont menées au contact de Wild Goose, Magpie et Starling avant qu'une grande explosion n'apporte de débris, y compris des restes humains et des documents confirmant que l'U-592 était le sous-marin en question. l'U-592 a coulé de tout son équipages,.  Le 2e Groupe d'escorte est ensuite déployé à l'appui des convois SL147 et MKS38, menacés par le Wolfpack Igel 2. Dans la nuit du 8 au 9 février 1944, le Wild Goose repère pour la première fois un sous-marin qui est coulé par des charges de profondeur de Woodpecker et Wild Goose, puis détecte un deuxième sous-marin qui est coulé par le Starling et Wild Goose. Pendant ce temps, Kite repère un troisième sous-marin, Magpie venant en soutien. Bien que le Kite est raté de peu par une torpille acoustique et de très mauvaises conditions de sonar, ce qui rend le suivi du sous-marin difficile, les deux sloops livrent une série d'attaques avec des charges de profondeur avant d'être rejoint par Starling, qui a dirigé Magpie dans une attaque de mortiers Hedgehog, qui a marqué deux coups, le Magpie et Starling enchaînant avec deux autres attaques avec des  charges de profondeur. Ces attaques ont détruit le sous-marin, avec un total de 252 charges de profondeur et 48 projectiles Hedgehog dépensés contre le sous-marin. Trois sous-marins allemands (U-762, U-238 et U-734) avaient été coulés en quelques heures, bien qu'il ne soit pas tout à fait clair quels sous-marins avaient été coulés par quelle attaque. Le Magpie, ainsi que Starling et Kite, ont été officiellement crédités du naufrage du U-238.
En mars 1944, le 2e Groupe d'escorte, y compris Magpie, quitte les fonctions de soutien des convois de l'Atlantique pour soutenir les convois de l'Arctique vers l'Union soviétique. Le 29 mars, le groupe rejoint le convoi JW58, parti du Loch Ewe en Écosse à destination de la Russie deux jours plus tôt,. À la fin du 29 mars, le Starling détecte le sous-marin allemand U-961, lors du passage de la Norvège à l'Atlantique Nord, sur sonar et effectue une attaque rapide de charge de profondeur tout en ordonnant à Magpie de mener une "attaque rampante" plus délibérée. L'attaque initiale de Starling s'est révélée fatale, cependant, et avant que Magpie ne puisse attaquer, une forte explosion sous-marine a été entendue, suivie d'un jet d'huile et d'épaves atteignant la surface, indiquant que l'U-961 avait été coulé,. Trois autres sous-marins ont été coulés par les escortes du convoi avant qu'il n'atteigne Kola Inlet le 4 avril 1944, aucun des navires du convoi n'étant endommagé. Le Magpie faisait partie de l'escorte du convoi de retour RA58, qui a quitté Kola Inlet le 7 avril et est arrivé indemne au Loch Ewe le 14 avril, aucun sous-marin allemand n'ayant réussi à entrer en contact avec le convoi. Magpie a subi des dommages causés par les intempéries pendant les deux convois arctiques, et part alors en réparation à Liverpool jusqu'au 28 avril 1944.
Après avoir servi d'escorte pendant le débarquement amphibie des alliés du débarquement en Normandie, Magpie sert dans les eaux côtières britanniques, opérant depuis Greenock comme escorte vers les convois de Gibraltar.
Avec d'autres navires de la classe Black Swan, il est officiellement reclassé comme frégate en 1947, recevant également un nouveau numéro de fanion F82. Magpie fait son devoir à Trieste à la suite d’émeutes sur l’avenir de la ville, qui sont disputées entre l’Italie et la Yougoslavie. À cette époque, elle est basée à Malte, dans le cadre de la 3e flottille de frégates. Cette flottille participe à des patrouilles empêchant les immigrants illégaux à la suite de la formation d'Israël. Il revient à Portsmouth en 1954 où il est placé en réserve.
Elle est commandée par le lieutenant-commandant le duc d'Édimbourg du 2 septembre 1950 à 1952, en Méditerranée. En 1953, elle a participé à la Fleet Review pour célébrer le couronnement d'Élisabeth II. Le 3 mars 1955, le Magpie quitte Portsmouth pour se rendre au 7e escadron de frégates à Simonstown, en Afrique du Sud. Devant être relevée à la station du Cap par son navire jumeau le Sparrow, des problèmes de chaudière ont entraîné un changement d'équipage. L'équipage du Magpie est retourné au Royaume-Uni à bord du Sparrow. En 1958, le Magpie termine sa période de service à la station du Cap ; elle est retournée au Royaume-Uni pour être désactivée et a été démantelée par Hughes Bolckow, Blyth, Northumberland le 12 juillet 1959.
Il est à noter que le HMS Magpie a remplacé dans les plans en mouvement le HMS Amethyst dans le film Commando sur le Yang-Tsé en 1957 relatant l'incident du Yang Tsé.